# Fessenden (Dakota del Norte)
Fessenden es una ciudad situada en el condado de Wells, Dakota del Norte, Estados Unidos. Tiene una población estimada, a mediados de 2023, de 458 habitantes.
Es la sede del condado.

## Geografía
La localidad está ubicada en las coordenadas 47°38′58″N 99°37′37″O / 47.64944, -99.62694 (47.649308, -99.627008). Según la Oficina del Censo, tiene una superficie de 1.14 km², correspondientes en su totalidad a tierra firme.

## Demografía
Según el censo de 2020, en ese momento había 462 personas residiendo en la localidad. La densidad de población era de 405.26 hab./km². El 94.6% de los habitantes eran blancos, el 0.9% eran afroamericanos, el 0.2% era asiático y el 4.3% eran de una mezcla de razas. Del total de la población, el 2.4% eran hispanos o latinos de cualquier raza.